# ポール・ワイス・リフキンド・ワートン・ギャリソン法律事務所
ポール・ワイス・リフキンド・ワートン・ギャリソン法律事務所（英語: Paul, Weiss, Rifkind, Wharton & Garrison LLP）またはポール・ワイス（Paul, Weiss）は、アメリカの他国籍のホワイト・シュー法律事務所である。ニューヨーク市に本部を置く。ニューヨークの本部に加えて、ワシントンD.C.、サンフランシスコ、ロサンゼルス、デラウェア州ウィルミントン、トロント、ロンドン、ブリュッセル、東京、香港にもオフィスがある。
ポール・ワイスの2024年の売り上げは25億ドル以上だった。
2025年3月、ポール・ワイスを直接標的にした大統領令14237を解除することと引き換えに、第2次トランプ政権の目標を支援するための4,000万ドルのプロボノの法務サービスを提供することに同意し、多様性、公平性、包括性のポリシーを追求しないことに同意した。

## 歴史

### 2001年-現在

#### トランプによる標的と取り引き
2025年、第2次トランプ政権のより大きな報復的キャンペーンの一環として、政敵の弁護士を務めたポール・ワイスとパーキンス・クイ法律事務所が標的にされた。2025年3月14日に署名された大統領令14237により、ポール・ワイスの雇用者は政府の建物への立ち入りと政府と業務を行うことが禁止され、セキュリティ・クリアランスが取り消された。理由として、多様性・公平性・包摂性（DEI）のポリシーと、以前パートナーだったマーク・F・ポメランツが挙げられた。ポメランツは、ニューヨーク州で34点すべての事業記録偽造罪で最終的に有罪判決の宣告につながる調査で主導的な役割を担っていた。3月19日、ポール・ワイスはニュージャージー州の事件で裁判官に、大統領令が原因で顧客に解雇されたと語った。
2025年3月20日に訴訟を起こして、大統領令に対する一時的な差し止め請求命令を獲得したパーキンス・クイ法律事務所とは対照的に、ポール・ワイスは、第2次トランプ政権の目標を支援するための4,000万ドルのプロボノの法務サービスを提供することに同意し、多様性、公平性、包括性のポリシーを追求しないことに同意した。そして、大統領令の解除と引き換えに、ポメランツは不正行為を犯したという公式声明を発表した。2022年までポール・ワイスのパートナーだったポメランツは、検察官としての役割において何も不正を働いていないという声明を発表した。